# بوهارینی
بوهارینی (به چکی: Boharyně) یک منطقهٔ مسکونی در جمهوری چک است که در ناحیه هرادتس کرالووه واقع شده‌است. بوهارینی ۵۲۴ نفر جمعیت دارد.